# Adolph Winkelmann
Adolph Winkelmann (* 13. November 1813 in Münster; † 30. September 1883 ebenda) war ein deutscher Richter sowie Mitglied des Konstituierenden Reichstags des Norddeutschen Bundes.

## Leben
Nach dem Ablegen des Abiturs am Gymnasium in Münster studierte Adolph Winkelmann Rechtswissenschaft in Heidelberg, Bonn und Berlin. Während seines Studiums wurde er 1830 Mitglied der Burschenschaft Germania- und Populonia Bonn. 1835 wurde er wegen eines Vergehens gegen das Pressegesetz zu einer mehrmonatigen Gefängnisstrafe verurteilt. Nach Abschluss seines Studiums war er Assessor am Oberlandesgericht in Münster, anschließend in Dorsten, wo er ab 1849 Kreisrichter und ab 1862 bis zu seiner Pensionierung 1872 Kreisgerichtsrat war.
Von 1862 bis 1870 war Winkelmann Mitglied des Preußischen Abgeordnetenhauses. 1867 war er Mitglied des Konstituierenden Reichstags des Norddeutschen Bundes für den Wahlkreis Münster 3 (Borken, Recklinghausen). Er gehörte im Reichstag der Fraktion der Freien Vereinigung an. Winkelmann stand in Opposition zur Politik Otto von Bismarcks, der für eine kleindeutsche Lösung unter preußischer Führung eintrat und stimmte bei der Abstimmung über die Verfassung des Norddeutschen Bundes mit Nein.